# Fantacalcio (portale)
Fantacalcio, sino al 2019 Fantagazzetta, è un portale sportivo italiano dedicato alle notizie calcistiche e alla gestione di leghe di fantacalcio proprietà di Quadronica, società con sede a Napoli, tra i maggiori portali italiani per il gioco del fantacalcio. Dall'agosto del 2017 il marchio Fantacalcio è diventato  di proprietà di Quadronica, che l'ha acquistato dal gruppo editoriale GEDI rendendo il sito la piattaforma online ufficiale per il gioco.

## Storia
Il sito nasce col nome Fantagazzetta nel 1999e con gli anni è diventato uno dei siti più utilizzati tra i portali di gestione di leghe fantacalcistiche, registrando nel 2016 circa 1 800 000 utenti registrati e 500 000 squadre iscritte alle varie leghe.Successivamente, il 26 febbraio 2015, è stata creata l'applicazione ufficiale "Leghe FG" esclusivamente per dispositivi mobili Android (ad inizio 2018 venivano calcolati tra 1.000.000 e 5.000.000 download)e, in seguito, l'11 settembre dello stesso anno, anche su App Store per dispositivi IOS.
Il 20 giugno 2019 la piattaforma di gioco e il portale editoriale passano rispettivamente su Leghe Fantacalcio e Fantacalcio.it.
Dal 2012 al 2020 ha partecipato alla realizzazione del premio goliardico Calciobidone organizzato dal sito web Calciobidoni.it di Cristian Vitali, in collaborazione con il Guerin Sportivo.

## Peculiarità di gioco
Fantacalcio offre due modalità di gioco, classic e Mantra. La prima riprende il regolamento ufficiale del fantacalcio, mentre la seconda è un'esclusiva del portale.

### Modalità classic
La modalità classic di Fantacalcio è riconducibile al regolamento storico dell'omonimo gioco. La competizione viene creata da un amministratore che ha il compito di gestire la lega in tutti i suoi aspetti, inclusi gli scambi, l'apertura e chiusura delle sessioni di mercato e il calcolo dei punteggi. Il calendario della competizione prevede la possibilità di organizzare un torneo a scontri diretti, così come di suddividere in più gironi le squadre partecipanti. Inoltre sono implementate anche la modalità Uno contro tutti ("Gran premio") e Formula Uno (come la precedente ma con attribuzione di punteggi in base al posizionamento settimanale delle varie squadre).

### Modalità Mantra
Introdotta dall'allora Fantagazzetta nel 2012-2013, la modalità Mantra pone come obiettivo quello di portare l'esperienza di gioco e di gestione di squadra ad un livello superiore. Per quanto le dinamiche e il regolamento restino simili alla modalità classic, attraverso questo nuovo metodo di gioco viene assegnato un ruolo specifico ad ogni calciatore, rendendo così più difficile la costruzione della rosa iniziale e la scelta della formazione titolare da inserire settimanalmente. Oltre al portiere, gli altri ruoli canonici (difensore, centrocampista e attaccante) nella modalità mantra vengono differenziati in base alla posizione specifica, con l'introduzione inoltre di un reparto sulla linea di trequarti, composta da trequartisti e ali.Durante la stagione 2017-2018 è stata introdotta la possibilità di variare a partita in corso il modulo utilizzato, facilitando così la scelta dei panchinari da inserire in caso di sostituzione. Questa nuova caratteristica prende il nome di "Fluido".Esclusivamente nella modalità Mantra sono presenti i giocatori multiruolo, cioè quelli in grado di ricoprire più ruoli in campo. Questa peculiarità rende i calciatori più utili nella costruzione della propria rosa e di conseguenza più costosi durante la fase d'asta. Lo slogan ufficiale è "chi prova Mantra non torna più indietro".I moduli utilizzabili dalla stagione 2020/2021 sono esattamente undici e sono i seguenti:
- 3-4-3

- 3-4-1-2

- 3-4-2-1

- 3-5-2

- 3-5-1-1

- 4-3-3

- 4-3-1-2

- 4-4-2

- 4-1-4-1

- 4-4-1-1

- 4-2-3-1

### Euroleghe
A partire dalla stagione sportiva 2017-2018 è stata inserita la possibilità di giocare utilizzando in aggiunta ai calciatori provenienti dalla Serie A quelli degli altri quattro maggiori campionati calcistici europei, ovvero la Bundesliga (Germania), la Ligue_1 (Francia), la Primera División (Spagna) e la Premier League (Inghilterra). Fantagazzetta ha risolto il problema della non coincidenza dei calendari dei cinque campionati presi in considerazione calcolando esclusivamente le partite giocate in contemporanea. Ciò ha però fatto slittare l'avvio delle euroleghe di qualche settimana, diminuendo così l'afflusso dei partecipanti previsto.
Il 20 ottobre 2017 è stata rilasciata per dispositivi Android l'applicazione ufficiale delle euroleghe,seguita il 28 Ottobre da quella per dispositivi mobili IOS.

### Modificatori utilizzati
Si tratta della possibilità di ottenere un bonus o di infliggere un malus fantacalcistico al verificarsi di determinate situazioni calcolate solo per i ruoli anticipatamente stabiliti.
Nelle leghe mantra esistono modificatori di rendimento e fair play.
- Modificatore portiere

Viene stabilito dal portiere schierato in campo senza considerare bonus e malus. A seconda del voto ottenuto in pagella viene stabilito un valore numerico da aggiungere o sottrarre ad una squadra.
- Modificatore difesa

È il modificatore più utilizzato e si calcola solo se il portiere e non meno di quattro difensori portano punti alla squadra. Si considerano i voti del portiere e i tre più alti dei difensori e si calcola la media aritmetica.
- Modificatore centrocampo

Si calcola confrontando la somma dei voti dei centrocampisti titolari delle due squadre.
A seconda della differenza verrà assegnato un bonus alla squadra con il punteggio più alto e un malus alla squadra con il punteggio più basso.
- Modificatore attacco

Incide esclusivamente sugli attaccanti con voto sufficiente (almeno 6 su 10) che non segnano e non sbagliano rigori.
Al punteggio totale vengono sommati i voti degli attaccanti che soddisfano tali requisiti.
- Modificatore fair play

Si verifica quando la totalità dei calciatori schierati come titolari e, nel caso, i subentrati, non hanno preso né cartellini gialli né cartellini rossi.
Il modificatore fair play può avvenire anche in caso di inferiorità numerica.
- Modificatore rendimento

Lo scopo di questo modificatore è quello di premiare i calciatori in grado di performare con costanza anche in assenza di bonus.
Vengono assegnati punti aggiuntivi ai calciatori che, a processo di sostituzione concluso, presentano un voto sufficiente raggiunto senza un bonus.

### Guida all'asta
Per aiutare i propri utenti in una delle fasi più particolari e importanti della stagione, ovvero l'asta, la redazione di Fantacalcio annualmente redige una guida, nei primi anni scaricabile dal sito e successivamente consultabile esclusivamente tramite app per dispositivi IOS e Android. La guida si pone come obiettivo quello di consigliare mediante statistiche e previsioni i migliori calciatori ottenibili durante le fasi di mercato, attribuendo loro un valore d'acquisto proporzionale alla rendita avuta nella precedente stagione e a quella attesa nella prossima. I giocatori, in seguito, utilizzeranno i propri crediti, all'interno di un'asta, per inserire nelle proprie squadre i calciatori consigliati precedentemente. L'asta può avvenire in tre differenti modi:
- Asta classica: viene stabilito un prezzo di partenza per ogni calciatore che può essere rialzato da tutti i giocatori interessati. L'ultimo giocatore che non subisce un rilancio acquista il calciatore.

- Asta a buste chiuse: ogni giocatore stabilisce un prezzo senza farlo conoscere agli altri. Il giocatore che ha stabilito il prezzo più alto acquista il calciatore.

- Asta in stile EBay: ogni giocatore è libero di rilanciare della cifra che desidera entro la scadenza di un timer. L'ultimo giocatore ad aver rilanciato acquista il calciatore.

### Alvin 482
Alvin 482 è un algoritmo di valutazione dipendente da Opta che per produrre un singolo voto analizza migliaia di fattori e di dati elaborati da Opta.Così facendo il voto viene trasformato in un dato oggettivo emesso dai dati Opta, mediante un arrotondamento per difetto o per eccesso e non più attribuito soggettivamente da un giornalista, garantendo secondo gli sviluppatori trasparenza e legittimità.
I voti statistici sono visualizzabili a partire dalla mattina seguente allo svolgimento delle partite e quindi non in diretta. Di regolamento, per avere la possibilità di ottenere un voto statistico, il giocatore preso in considerazione deve aver giocato dodici minuti effettivi in campo.
Il subire un malus, come ad esempio un'ammonizione o un'espulsione, non comporta il diritto di ricevere un voto.